# آتومن ریج (آریزونا)
آتومن ریج (به انگلیسی: Autumn Ridge) یک منطقهٔ مسکونی در ایالات متحده آمریکا است که در فینیکس، آریزونا واقع شده‌است. آتومن ریج ۳۹۹ متر بالاتر از سطح دریا واقع شده‌است.